# Santana 5ta. Sección
Santana 5ta. Sección är en ort i Mexiko.   Den ligger i kommunen Cárdenas och delstaten Tabasco, i den sydöstra delen av landet, 600 km öster om huvudstaden Mexico City. Santana 5ta. Sección ligger 12 meter över havet och antalet invånare är 760.
Terrängen runt Santana 5ta. Sección är mycket platt. Runt Santana 5ta. Sección är det ganska tätbefolkat, med 155 invånare per kvadratkilometer. Närmaste större samhälle är Cárdenas, 14,8 km söder om Santana 5ta. Sección. Trakten runt Santana 5ta. Sección består till största delen av jordbruksmark.